# Hescheld
Hescheld ist ein Ortsteil der Gemeinde Hellenthal im Kreis Euskirchen, Nordrhein-Westfalen.
Der Ortsteil liegt südöstlich von Hellenthal. Einst lag hier ein Hof der Herrschaft  Wildenburg. Durch den Ort führt die Landesstraße 61. Das Dorf hat keinen Durchgangsverkehr. Am nördlichen Ortsrand fließt der kleine Bach Wahldensiefen, der westlich des Ortes in den Wolferter Bach mündet.
Am 13. Mai 2007 wütete im Bereich Kall – Sistig ein Tornado, der hier erhebliche Schäden hinterließ.
Die VRS-Buslinie 838 der RVK verbindet den Ort, ausschließlich als TaxiBusPlus nach Bedarf, mit seinen Nachbarorten und mit Hellenthal.
| Linie | Verlauf |
| ----- | --- |
| 838   | MiKE (außer im Schülerverkehr): Hellenthal Busbf – Blumenthal – Dommersbach – Kammerwald – Reifferscheid – (Hönningen/Büschem – Dickerscheid – Oberreifferscheid – Hahnenberg –) Wiesen Abzw – (Haus Eichen – Wahld – Hescheld –) Sieberath – Kradenhövel – Unterwolfert – (Unterdalmerscheid – Oberdalmerscheid –) Oberwolfert – Wittscheid – Zehnstelle – Grube Wohlfahrt – Rescheid – Giescheid – Rescheid – Schwalenbach – Kamberg – Schwalenbach – Schnorrenberg (– Neuhaus) |